# David Bushnell (historiador)
David Bushnell (14 de mayo de 1923 - 3 de septiembre de 2010) fue un académico estadounidense y especialista en la historia de Latinoamérica,  llamado "El Padre de los colombianistas".

## Biografía
Bushnell nació el 14 de mayo de 1923 en Filadelfia, Pensilvania. Obtuvo una licenciatura en artes de la Universidad de Harvard. Después de graduarse, Bushnell trabajó tanto para la División Latinoamericana de la Oficina de Servicios Estratégicos como para el Departamento de Estado de los Estados Unidos desde 1944 hasta 1946.
De 1956 a 1963, Bushnell trabajó como historiador de la Fuerza Aérea de los Estados Unidos en Washington D. C. y Nuevo México. Fue coautor de Space Biology para la Fuerza Aérea de EE. UU., que da cuenta de los experimentos a gran altitud que los expertos diseñaron para lanzar personas al espacio exterior durante los primeros años del programa espacial. También supervisó la creación de una historia escrita oficial de la NASA y formó parte del Comité Asesor Histórico de la NASA durante este período.
Bushnell visitó Colombia por primera vez como estudiante de doctorado en 1948. Completó su doctorado en la Universidad de Harvard en 1951 escribiendo su tesis sobre el gobierno de Francisco de Paula Santander. Bushnell se convertiría en uno de los expertos más destacados del mundo en la historia de la Colombia moderna durante su carrera.
Bushnell trabajó como profesor y académico en la Universidad de Delaware y en la Universidad de la Florida. Enseñó en la Universidad de la Florida desde 1963, cuando dejó la Fuerza Aérea de los Estados Unidos, hasta su jubilación en 1991. Siguió siendo profesor emérito en la Universidad de Florida y cofundó Amigos del Centro de Estudios Latinoamericanos de la Universidad de Florida en marzo de 2005. También se desempeñó como editor en jefe de Hispanic American Historical Review desde 1986 hasta 1991. En 1975 fue presidente de la Conferencia sobre Historia de América Latina, la organización profesional de historiadores latinoamericanos afiliados a la Asociación Histórica Americana.
Además de los trabajos sobre historia colombiana, fue coautor con Neill W. Macaulay, Jr. La aparición de América Latina en el siglo XIX (1988, 2: 1994, ISBN 0195084020).

### Historiador de Colombia
Bushnell fue uno de los primeros estadounidenses en estudiar a Colombia, y fue considerado uno de los principales expertos mundiales en la historia del país. También se le acredita con introducir la historia de Colombia como un campo académico en los Estados Unidos.
En 1993, Bushnell publicó su obra más leída sobre la historia de Colombia, «Colombia, una nación a pesar de sí misma». El libro se convirtió en lectura obligatoria para académicos y estudiantes de historia y política colombianas.
Sus otras obras importantes incluyeron «El régimen de Santander en la Gran Colombia», «El nacimiento de los países latinoamericanos», y «Eduardo santos y la política del buen vecino». Sus libros trataron temas tales como el sistema electoral colombiano durante el siglo XIX y las relaciones exteriores durante el gobierno del expresidente Eduardo Santos, quien gobernó desde 1938 hasta 1942. Publicó su último artículo, «"Feminismo filatélico: Imágenes de la mujer en sellos de la Argentina, Colombia, Cuba y Estados Unidos (1893-1994)"», poco antes de su muerte en 2010.
Bushnell realizó su última visita a Colombia en abril de 2010, donde participó en el «Foro Alfonso López Pumarejo» celebrado en la Universidad Nacional de Colombia.

## Muerte
Bushnell murió de cáncer en Miami el 3 de septiembre de 2010, a los 86 años. Estaba programado para recibir un título honorífico de la Universidad Nacional de Colombia el 24 de septiembre de 2010, en el momento de su muerte.